# スーダル・クイックステップ
スーダル・クイックステップ (Soudal Quick-Step) は、国際自転車競技連合 (UCI) の主催するUCIワールドツアーに参加する自転車ロードレースのチームの一つである(UCIワールドチーム)。

## 沿革
ベルギーに本拠を置く。監督はパトリック・ルフェーブル。チーム名はメインスポンサーであるクイックステップ社（イギリス・アメリカ・オーストラリアに販売拠点を持つラミネートフローリングの床材メーカー）に由来する。
2003年に、「マペイ・クイックステップ」のメインスポンサー撤退に伴い、このチームを吸収する形で「クイック・ステップ・ダヴィタモン」(Quick Step-Davitamon) として発足。「ダヴィタモン」は製薬会社オメガファーマ社の栄養補助食品のブランド名。2003年・2004年のUCIワールドカップにパオロ・ベッティーニが勝利したのを始め、UCIプロツアー2005ではトム・ボーネン（ロンド・ファン・フラーンデレン、パリ〜ルーベ）、フィリッポ・ポッツァート（HEWサイクラシックス）、パオロ・ベッティーニ（チューリッヒ選手権、ジロ・ディ・ロンバルディア）が、年間を通じて複数のクラシックレースに勝利してチームとしても2位に入るなどの躍進を見せた。また、2005年から3年連続で世界選手権男子個人ロード優勝者を輩出している （2005年トム・ボーネン、2006年、2007年パオロ・ベッティーニ）。
一時期オメガファーマ社は同じベルギーのロットチームに名義を変えつつスポンサードをしていたが、2011年8月の発表で2012年シーズンから再びクイックステップチームのメインスポンサーとなることが決まり、チーム名はオメガファーマ・クイックステップとなった。
2015年も引き続きオメガファーマ社がメインスポンサーは務めるものの、自社の栄養補助食品の宣伝の為、チーム名がエティックス・クイックステップとなった。
2017年よりチーム名はクイックステップ・フロアーズとなった。
2018年からチーム戦略を変更。これまでのベッティーニやボーネン、マルセル・キッテルといった絶対的エースに合わせたチームを作ってエースが得意とする特定のレースで勝利を狙うのではなく、レース毎にエースを変えてすべてのレースで勝利を狙う戦略に変え、出場レースで勝利を量産。その様を集団で勝利という獲物を狩る狼に例え、チームコンセプトをウルフパック（狼の群れ）と呼称。この年以降、チームの通称として定着している。
2019年より、スポンサーに建材メーカーのドゥクーニンク社が加わり、ドゥクーニンク・クイックステップとなった。
ドゥクーニンク社は2021年をもってスポンサーから撤退。2022年よりチーム名は、クイックステップ・アルファヴィニルとなった（アルファヴィニルはクイックステップ社のフローリング製品名）。
2022年、ブエルタ・ア・エスパーニャ2022で、レムコ・エヴェネプールが総合優勝。チームに初のグランツール総合優勝をもたらした。
2023年よりチーム名はスーダル・クイックステップとなった。

## 使用機材
フレームはTIME、スペシャライズド、エディ・メルクスを経て、現在は再びスペシャライズドを使用。コンポーネントはカンパニョーロ、SRAMを経て、現在はシマノを使用。

## 主な戦績

### 2014年
- ティレーノ～アドリアティコ　区間優勝　マーク・カヴェンディッシュ（第1(TTT),6ステージ）
- バスク一周　区間優勝　トニー・マルティン（第2,6(ITT)ステージ）、ワウト・ポエルス（第4ステージ）
- パリ～ルーベ　優勝　ニキ・テルプストラ
- ツール・ド・ロマンディ　区間優勝　ミカル・クヴィアトコウスキー（プロローグ）
- ジロ・デ・イタリア　区間優勝　リゴベルト・ウラン（第12ステージ・個人タイムトライアル）
- クリテリウム・デュ・ドフィネ　区間優勝　ヤン・バーケランツ（第6ステージ）
- ツール・ド・スイス　区間優勝　トニー・マルティン（第1(ＩＴＴ),7(ITT)）、マーク・カヴェンディッシュ（第4）、マッテオ・トレンティン（第6）
- ポーランド選手権　優勝　ミカル・クヴィアトコウスキー（個人タイムトライアル）
- ドイツ選手権　優勝　トニー・マルティン（個人タイムトライアル）
- チェコ選手権　優勝　ズデネク・シュティバル（ロードレース）
- ツール・ド・フランス　区間優勝　マッテオ・トレンティン（第7ステージ）、トニー・マルティン（第9,20ステージ）
- ツール・ド・ポローニュ　区間優勝　ペトル・ヴァコッチ（第2ステージ）
- エネコ・ツアー　区間優勝　ズデネク・シュティバル（第2ステージ)、ギヨーム・ファン・ケイルスビュルク（第7ステージ）
- ブエルタ・ア・エスパーニャ　区間優勝　トニー・マルティン（第10ステージ・個人タイムトライアル）
- 世界選手権　優勝　ミカル・クヴィアトコウスキー（ロードレース）

### 2015年
- コロンビア選手権　優勝　リゴベルト・ウラン（個人タイムトライアル）
- パリ～ニース　区間優勝　ミカル・クヴィアトコウスキー（プロローグ）
- アムステル・ゴールドレース　優勝　ミカル・クヴィアトコウスキー
- ツール・ド・ロマンディ　区間優勝　トニー・マルティン（第6ステージ・個人タイムトライアル）
- ジロ・デ・イタリア　区間優勝　イイヨ・ケイセ（第21ステージ）
- ドイツ選手権　優勝　トニー・マルティン（個人タイムトライアル）
- オランダ選手権　優勝　ニキ・テルプストラ（ロードレース）
- チェコ選手権　優勝　ペトル・ヴァコッチ（ロードレース）
- ツール・ド・フランス　区間優勝　トニー・マルティン（第4）、ズデネク・シュティバル（第6）、マーク・カヴェンディッシュ（第7）
- エネコ・ツアー　区間優勝　トム・ボーネン（第3ステージ）
- グランプリ・シクリスト・ド・ケベック　優勝　リゴベルト・ウラン

### 2016年
- ティレーノ～アドリアティコ　区間優勝　ズデネク・シュティバル（第2ステージ）、フェルナンド・ガビリア（第3ステージ）
- カタルーニャ一周　区間優勝　ダニエル・マーティン（第3ステージ）
- ツール・ド・ロマンディ　区間優勝　マルセル・キッテル（第1ステージ）
- ジロ・デ・イタリア
  - 新人賞　ボブ・ユンゲルス
  - 区間優勝　マルセル・キッテル（第2,3）、ジャンルーカ・ブランビッラ（第8）、マッテオ・トレンティン（第18）
- ルクセンブルク選手権　優勝　ボブ・ユンゲルス（タイムトライアル、ロード）
- ドイツ選手権　優勝　トニー・マルティン（個人タイムトライアル）
- ツール・ド・フランス　区間優勝　マルセル・キッテル（第4ステージ）
- ツール・ド・ポローニュ　区間優勝　ダヴィデ・マルティネッリ（第1ステージ）、フェルナンド・ガビリア（第2,4ステージ）
- ブエルタ・ア・エスパーニャ　区間優勝　ジャンニ・メールスマン（第2,5ステージ）、ダビド・デラクルス（第9ステージ）
- エネコ・ツアー　総合優勝　ニキ・テルプストラ
- 世界選手権　優勝　チームタイムトライアル、トニー・マルティン（個人タイムトライアル）

### 2017年
- ニュージーランド選手権　優勝　ジャック・バウアー（タイムトライアル）
- アブダビ・ツアー
  - ヤングライダー賞　ジュリアン・アラフィリップ
  - 区間優勝　マルセル・キッテル（第2ステージ）、　ジュリアン・アラフィリップ（第4ステージ優勝・ITT）
- パリ〜ニース
  - ポイント賞　ジュリアン・アラフィリップ
  - ヤングライダー賞　ジュリアン・アラフィリップ
  - 区間優勝　ダビド・デラクルス（第8ステージ）
- ティレーノ〜アドリアティコ
  - ヤングライダー賞　ボブ・ユンゲルス
  - 区間優勝　フェルナンド・ガビリア（第6ステージ）
- ドワルス・ドール・フラーンデレン　優勝　イヴ・ランパールト
- ロンド・ファン・フラーンデレン　優勝　フィリップ・ジルベール
- ブエルタ・アル・パイス・バスコ　区間優勝　ダビド・デラクルス（第3ステージ）
- アムステルゴールドレース　優勝　フィリップ・ジルベール
- ジロ・デ・イタリア
  - ポイント賞　フェルナンド・ガビリア
  - ヤングライダー賞　ボブ・ユンゲルス
  - 区間優勝　フェルナンド・ガビリア（第3、5、12、13ステージ）、ボブ・ユンゲルス（第15ステージ）
- ツアー・オブ・カリフォルニア　区間優勝　マルセル・キッテル（第1ステージ）
- ツール・ド・スイス　区間優勝　フィリップ・ジルベール（第2ステージ）
- ベルギー選手権　優勝　イヴ・ランパールト（個人タイムトライアル）
- チェコ選手権　優勝　ズデネク・シュティバル（ロードレース）
- ルクセンブルク選手権　優勝　ボブ・ユンゲルス（ロードレース）
- ツール・ド・フランス　区間優勝　マルセル・キッテル（第2,6,7,10,11ステージ）
- ブエルタ・ア・エスパーニャ　区間優勝　イヴ・ランパールト（第2) 、マッテオ・トレンティン  (第4,10,13,21)、ジュリアン・アラフィリップ（第8）
- ツアー・オブ・広西
  - ポイント賞　フェルナンド・ガビリア（第1,2,3,6ステージ優勝）
  - ヤングライダー賞　ジュリアン・アラフィリップ

### 2018年
- ツアー・ダウンアンダー　区間優勝　エリア・ヴィヴィアーニ（第3ステージ）
- アブダビ・ツアー　 ポイント賞　エリア・ヴィヴィアーニ（第2ステージ優勝）
- ボルタ・シクリスタ・ア・カタルーニャ　区間優勝　アルバロ・ホッジ（第1ステージ）、マキシミリアン・シャッハマン（第6ステージ）
- E3・ハレルベーク　優勝　ニキ・テルプストラ
- ドワルス・ドール・フラーンデレン　優勝　イヴ・ランパールト
- ロンド・ファン・フラーンデレン　優勝　ニキ・テルプストラ
- イツリア・バスク・カントリー
  -  新人賞　エンリク・マス（第6ステージ優勝）
  - 区間優勝　ジュリアン・アラフィリップ（第1,2ステージ）
- フレッシュ・ワロンヌ　優勝　ジュリアン・アラフィリップ
- リエージュ〜バストーニュ〜リエージュ　優勝　ボブ・ユンゲルス
- ジロ・デ・イタリア
  -  ポイント賞　エリア・ヴィヴィアーニ（第2,3,13,17ステージ優勝）
  - 区間優勝　マキシミリアン・シャッハマン（第18ステージ）
- ツアー・オブ・カリフォルニア　 ポイント賞　フェルナンド・ガビリア（第1,5,7ステージ）
- クリテリウム・デュ・ドーフィネ　区間優勝　ジュリアン・アラフィリップ（第4ステージ）
- ツール・ド・スイス　 新人賞　エンリク・マス
- ベルギー選手権　優勝　イヴ・ランパールト（ロードレース）
- ルクセンブルク選手権　優勝　ボブ・ユンゲルス（ロードレース、個人タイムトライアル）
- イタリア選手権　優勝　エリア・ヴィヴィアーニ（ロードレース）
- デンマーク選手権　優勝　ミケル・モルコフ（ロードレース）
- ツール・ド・フランス
  -  山岳賞　ジュリアン・アラフィリップ（第10,16ステージ優勝）
  - 区間優勝　フェルナンド・ガビリア（第1,4ステージ）
- クラシカ・サンセバスティアン　優勝　ジュリアン・アラフィリップ
- ツール・ド・ポローニュ　区間優勝　アルバロ・ホッジ（第3ステージ）
- ビンクバンク・ツアー　
  -  ポイント賞　ズデネク・シュティバル
  - 区間優勝　ファビオ・ヤコブセン（第1ステージ）
- ユーロアイズ・サイクラシックス　優勝　エリア・ヴィヴィアーニ
- ブエルタ・ア・エスパーニャ
  - 総合2位　エンリク・マス（第20ステージ優勝）
  - 区間優勝　エリア・ヴィヴィアーニ（第3,10,21ステージ）
- ツアー・オブ・ターキー　区間優勝　マキシミリアーノ・リケーゼ（第1ステージ）
- ツアー・オブ・広西　 ポイント賞　ファビオ・ヤコブセン（第3、6ステージ優勝）

### 2019年
- ツアー・ダウンアンダー　区間優勝　エリア・ヴィヴィアーニ（第1ステージ）
- カデル・エヴァンス・グレートオーシャン・ロードレース　優勝　エリア・ヴィヴィアーニ
- UAEツアー　 ポイント賞　エリア・ヴィヴィアーニ（第5ステージ優勝）
- オムロープ・ヘット・ニウスブラット　優勝　ズデネク・シュティバル
- ストラーデ・ビアンケ　優勝　ジュリアン・アラフィリップ
- ティレーノ〜アドリアティコ　区間優勝　ジュリアン・アラフィリップ（第2,6ステージ）、エリア・ヴィヴィアーニ（第3ステージ）
- ミラノ〜サンレモ　優勝　ジュリアン・アラフィリップ
- E3ビンクバンク・クラシック　優勝　ズデネク・シュティバル
- イツリア・バスク・カントリー　区間優勝　ジュリアン・アラフィリップ(第2ステージ)
- パリ〜ルーベ　優勝　フィリップ・ジルベール
- フレッシュ・ワロンヌ　優勝　ジュリアン・アラフィリップ
- ツアー・オブ・カリフォルニア
  - ポイント賞　 カスパー・アスグリーン（第2ステージ優勝）
  - 区間優勝　レミ・カヴァニャ（第3ステージ）、ファビオ・ヤコブセン（第4ステージ）
- クリテリウム・デュ・ドフィネ　区間優勝　ジュリアン・アラフィリップ(第6ステージ)
- ツール・ド・スイス　区間優勝　エリア・ヴィヴィアーニ（第4、5ステージ）、イヴ・ランパールト（第8ステージ）
- ツール・ド・フランス　区間優勝　ジュリアン・アラフィリップ（第3ステージ,13ステージ・個人タイムトライアル）、エリア・ヴィヴィアーニ（第4ステージ）
- クラシカ・サンセバスティアン　優勝　レムコ・イヴェネプール
- プルデンシャル・ライドロンドン＝サリー・クラシック　優勝　エリア・ヴィヴィアーニ
- ビンクバンク・ツアー　区間優勝　アルバロ・ホッジ（第5ステージ）
- ユーロアイズ・サイクラシックス　優勝　エリア・ヴィヴィアーニ
- ブエルタ・ア・エスパーニャ　区間優勝　ファビオ・ヤコブセン（第4,21ステージ）、フィリップ・ジルベール（第12,17ステージ）、レミ・カヴァニャ（第19ステージ）
- ツアー・オブ・広西　 総合優勝、 ヤングライダー賞　エンリク・マス（第4ステージ優勝）

### 2020年
- ツアー・ダウンアンダー 区間優勝 サム・ベネット（第1ステージ）
- カデル・エヴァンス・グレートオーシャン・ロードレース 優勝 ドリス・デヴェナインス
- ツール・ド・ポローニュ
  -  総合優勝 レムコ・イヴェネプール（第4ステージ優勝）
  - 区間優勝 ファビオ・ヤコブセン（第1ステージ）、ダヴィデ・バッレリーニ（英語版）（第5ステージ）
- ツール・ド・フランス
  -  ポイント賞 サム・ベネット（第10,21ステージ優勝）
  - 区間優勝　ジュリアン・アラフィリップ（第2ステージ）
- デ・パンネ3日間 優勝 イヴ・ランパールト
- ブエルタ・ア・エスパーニャ 区間優勝 サム・ベネット（第4ステージ）

### 2021年
- UAEツアー 区間優勝 サム・ベネット（第4,6ステージ）
- オムロープ・ヘット・ニウスブラット 優勝 ダヴィデ・バッレリーニ（英語版）
- パリ〜ニース 区間優勝 サム・ベネット（第1,5ステージ）
- ティレーノ〜アドリアティコ 区間優勝 ジュリアン・アラフィリップ（第2ステージ）
- オキシクリーン・クラシック・ブルッヘ〜デ・パンネ 優勝 サム・ベネット
- E3サクソバンク・クラシック 優勝 カスパー・アスグリーン
- ロンド・ファン・フラーンデレン 優勝 カスパー・アスグリーン
- イツリア・バスク・カントリー 区間優勝 ミゲルフローリク・ホノレ（英語版）（第5ステージ）
- フレッシュ・ワロンヌ 優勝 ジュリアン・アラフィリップ
- ツール・ド・ロマンディ 区間優勝 レミ・カヴァニャ（第5ステージ・個人タイムトライアル）
- ベルギー選手権 優勝 イヴ・ランパールト（個人タイムトライアル）
- チェコ選手権 優勝 ヨセフ・チェルニー（英語版）（個人タイムトライアル）
- デンマーク選手権 優勝 カスパー・アスグリーン（個人タイムトライアル）
- ポルトガル選手権 優勝 ジョアン・アルメイダ（個人タイムトライアル）
- フランス選手権 優勝 レミ・カヴァニャ（ロードレース）
- ツール・ド・フランス
  -  ポイント賞 マーク・カヴェンディッシュ（第4,6,10,13ステージ優勝）
  - 区間優勝 ジュリアン・アラフィリップ（第1ステージ）
- ツール・ド・ポローニュ
  -  総合優勝 ジョアン・アルメイダ（第2,4ステージ優勝）
  - 区間優勝 レミ・カヴァニャ（第6ステージ・個人タイムトライアル）
- ブエルタ・ア・エスパーニャ
  -  ポイント賞 ファビオ・ヤコブセン（第4,8,16ステージ優勝）
  - 区間優勝 フロリアン・セネシャル（英語版）（第13ステージ）

## 2022年陣容
2022年6月24日更新
| 選手名                             | 国籍       | 生年月日               | 前年所属チーム                   |
| ---------------------------------- | ---------- | ---------------------- | -------------------------------- |
| ジュリアン・アラフィリップ         | フランス   | 1992年6月11日（32歳）  |                                  |
| カスパー・アスグリーン             | デンマーク | 1995年2月8日（30歳）   |                                  |
| アンドレア・バジョーリ             | イタリア   | 1999年3月23日（25歳）  |                                  |
| ダヴィデ・バッレリーニ             | イタリア   | 1994年9月21日（30歳）  |                                  |
| マティア・カッタネオ               | イタリア   | 1990年10月25日（34歳） |                                  |
| レミ・カヴァニャ                   | フランス   | 1995年8月10日（29歳）  |                                  |
| マーク・カヴェンディッシュ         | イギリス   | 1985年5月21日（39歳）  |                                  |
| ヨセフ・チェルニー                 | ベルギー   | 1989年3月21日（35歳）  |                                  |
| ティム・デクレルク                 | ベルギー   | 1989年3月21日（35歳）  |                                  |
| ドリス・デヴェナインス             | ベルギー   | 1983年7月22日（41歳）  |                                  |
| レムコ・イヴェネプール             | ベルギー   | 2000年1月25日（25歳）  |                                  |
| ミゲルフローリク・ホノレ           | デンマーク | 1997年1月21日（28歳）  |                                  |
| ファビオ・ヤコブセン               | オランダ   | 1996年8月31日（28歳）  |                                  |
| イーリョ・ケイセ                   | ベルギー   | 1982年12月10日（42歳） |                                  |
| ジェームス・ノックス               | イギリス   | 1995年11月4日（29歳）  |                                  |
| イヴ・ランパールト                 | ベルギー   | 1991年4月10日（33歳）  |                                  |
| ファウスト・マスナーダ             | イタリア   | 1993年11月6日（31歳）  |                                  |
| ミケル・モルコフ                   | デンマーク | 1985年4月30日（39歳）  |                                  |
| マウロ・シュミット                 | スイス     | 1999年12月4日（25歳）  | チーム・クベカ・ネクストハッシュ |
| フロリアン・セネシャル             | フランス   | 1993年7月10日（31歳）  |                                  |
| ピーター・セリー                   | ベルギー   | 1988年11月21日（36歳） |                                  |
| スティーン・スティールス           | ベルギー   | 1989年8月21日（35歳）  |                                  |
| ヤニック・シュタイムレ             | ドイツ     | 1996年4月4日（28歳）   |                                  |
| ズデネク・シュティバル             | チェコ     | 1985年12月11日（39歳） |                                  |
| マルティン・スヴルチェク (7/1から) | スロバキア | 2003年2月17日（22歳）  | Biesse - Carrera（6/30まで）     |
| ベルト・ヴァンレルベルヘ           | ベルギー   | 1992年9月29日（32歳）  |                                  |
| スタン・ヴァントリヒト             | ベルギー   | 1999年9月20日（25歳）  | SEG Racing Academy               |
| イラン・ヴァンウィルデル           | ベルギー   | 2000年5月14日（24歳）  | チームDSM                        |
| マウリ・ヴァンセヴェナント         | ベルギー   | 1999年6月1日（25歳）   |                                  |
| イーサン・ヴァーノン               | イギリス   | 2000年8月26日（24歳）  | Team Inspired                    |
| ルイス・ヴェルヴァーケ             | ベルギー   | 1993年10月6日（31歳）  | アルペシン・フェニックス         |

## 歴代陣容
| 2021年陣容                 | 2021年陣容       | 2021年陣容             | 2021年陣容               |
| 選手名                     | 国籍             | 生年月日               | 前年所属チーム           |
| -------------------------- | ---------------- | ---------------------- | ------------------------ |
| ジュリアン・アラフィリップ | フランス         | 1992年6月11日（32歳）  |                          |
| ジョアン・アルメイダ       | ポルトガル       | 1998年8月5日（26歳）   |                          |
| シェーン・アーチボルド     | ニュージーランド | 1989年2月2日（36歳）   |                          |
| カスパー・アスグリーン     | デンマーク       | 1995年2月8日（30歳）   |                          |
| アンドレア・バジョーリ     | イタリア         | 1999年3月23日（25歳）  |                          |
| ダヴィデ・バッレリーニ     | イタリア         | 1994年9月21日（30歳）  |                          |
| サム・ベネット             | アイルランド     | 1990年10月16日（34歳） |                          |
| マティア・カッタネオ       | イタリア         | 1990年10月25日（34歳） |                          |
| レミ・カヴァニャ           | フランス         | 1995年8月10日（29歳）  |                          |
| マーク・カヴェンディッシュ | イギリス         | 1985年5月21日（39歳）  | バーレーン・マクラーレン |
| ヨセフ・チェルニー         | ベルギー         | 1989年3月21日（35歳）  |                          |
| ティム・デクレルク         | ベルギー         | 1989年3月21日（35歳）  |                          |
| ドリス・デヴェナインス     | ベルギー         | 1983年7月22日（41歳）  |                          |
| レムコ・イヴェネプール     | ベルギー         | 2000年1月25日（25歳）  |                          |
| イアン・ガリソン           | アメリカ合衆国   | 1998年4月14日（26歳）  |                          |
| アルバロ・ホッジ           | コロンビア       | 1996年9月16日（28歳）  |                          |
| ミゲルフローリク・ホノレ   | デンマーク       | 1997年1月21日（28歳）  |                          |
| ファビオ・ヤコブセン       | オランダ         | 1996年8月31日（28歳）  |                          |
| イーリョ・ケイセ           | ベルギー         | 1982年12月10日（42歳） |                          |
| ジェームス・ノックス       | イギリス         | 1995年11月4日（29歳）  |                          |
| イヴ・ランパールト         | ベルギー         | 1991年4月10日（33歳）  |                          |
| ファウスト・マスナーダ     | イタリア         | 1993年11月6日（31歳）  |                          |
| ミケル・モルコフ           | デンマーク       | 1985年4月30日（39歳）  |                          |
| フロリアン・セネシャル     | フランス         | 1993年7月10日（31歳）  |                          |
| ピーター・セリー           | ベルギー         | 1988年11月21日（36歳） |                          |
| スティーン・スティールス   | ベルギー         | 1989年8月21日（35歳）  |                          |
| ヤニック・シュタイムレ     | ドイツ           | 1996年4月4日（28歳）   |                          |
| ズデネク・シュティバル     | チェコ           | 1985年12月11日（39歳） |                          |
| ベルト・ヴァンレルベルヘ   | ベルギー         | 1992年9月29日（32歳）  |                          |
| マウリ・ヴァンセヴェナント | ベルギー         | 1999年6月1日（25歳）   |                          |

| 2020年陣容                           | 2020年陣容       | 2020年陣容             | 2020年陣容                               |
| 選手名                               | 国籍             | 生年月日               | 前年所属チーム                           |
| ------------------------------------ | ---------------- | ---------------------- | ---------------------------------------- |
| ジュリアン・アラフィリップ           | フランス         | 1992年6月11日（32歳）  |                                          |
| ジョアン・アルメイダ                 | ポルトガル       | 1998年8月5日（26歳）   | Hagens Berman Axeon                      |
| シェーン・アーチボルド               | ニュージーランド | 1989年2月2日（36歳）   | ボーラ＝ハンスグローエ                   |
| カスパー・アスグリーン               | デンマーク       | 1995年2月8日（30歳）   |                                          |
| アンドレア・バジオーリ               | イタリア         | 1999年3月23日（25歳）  | Team Colpack                             |
| ダヴィデ・バッレリーニ               | イタリア         | 1994年9月21日（30歳）  | アスタナ・プロチーム                     |
| サム・ベネット                       | アイルランド     | 1990年10月16日（34歳） | ボーラ＝ハンスグローエ                   |
| マティア・カッタネオ                 | イタリア         | 1990年10月25日（34歳） | アンドローニ・ジョカットーリ・シデルメク |
| レミ・カヴァニャ                     | フランス         | 1995年8月10日（29歳）  |                                          |
| ティム・デクレルク                   | ベルギー         | 1989年3月21日（35歳）  |                                          |
| ドリス・デヴェナインス               | ベルギー         | 1983年7月22日（41歳）  |                                          |
| レムコ・イヴェネプール               | ベルギー         | 2000年1月25日（25歳）  |                                          |
| イアン・ガリソン                     | アメリカ合衆国   | 1998年4月14日（26歳）  | Hagens Berman Axeon                      |
| アルバロ・ホッジ                     | コロンビア       | 1996年9月16日（28歳）  |                                          |
| ミッケルフレーリク・ホノレ           | デンマーク       | 1997年1月21日（28歳）  |                                          |
| ファビオ・ヤコブセン                 | オランダ         | 1996年8月31日（28歳）  |                                          |
| ボブ・ユンゲルス                     | ルクセンブルク   | 1992年9月22日（32歳）  |                                          |
| イーリョ・ケイセ                     | ベルギー         | 1982年12月10日（42歳） |                                          |
| ジェームス・ノックス                 | イギリス         | 1995年11月4日（29歳）  |                                          |
| イヴ・ランパールト                   | ベルギー         | 1991年4月10日（33歳）  |                                          |
| ファウスト・マスナーダ (8/19から)    | イタリア         | 1993年11月6日（31歳）  | CCCチーム                                |
| ミケル・モルコフ                     | デンマーク       | 1985年4月30日（39歳）  |                                          |
| ショーン・クイン (8/1から)           | アメリカ合衆国   | 2000年5月10日（24歳）  | Hagens Berman Axeon                      |
| フロリアン・セネシャル               | フランス         | 1993年7月10日（31歳）  |                                          |
| ピーター・セリー                     | ベルギー         | 1988年11月21日（36歳） |                                          |
| ステイン・ステールス                 | ベルギー         | 1989年8月21日（35歳）  | ルームポット・シャルル                   |
| ヤニック・シュタイムレ               | ドイツ           | 1996年4月4日（28歳）   | Team Vorarlberg Santic                   |
| ズデネク・シュティバル               | チェコ           | 1985年12月11日（39歳） |                                          |
| ベルト・ファンレルベルフ             | ベルギー         | 1992年9月29日（32歳）  | コフィディス・ソリュシオンクレディ       |
| マウリ・ファンセヴェナント (7/1から) | ベルギー         | 1999年6月1日（25歳）   | EFC–L&R–Vulsteke                         |

| 2019年陣容                 | 2019年陣容     | 2019年陣容             | 2019年陣容     | 2019年陣容 |
| 選手名                     | 国籍           | 生年月日               | 前年所属チーム |            |
| -------------------------- | -------------- | ---------------------- | -------------- | ---------- |
| ジュリアン・アラフィリップ | フランス       | 1992年6月11日（32歳）  |                |            |
| カスパー・アスグリーン     | デンマーク     | 1995年2月8日（30歳）   |                |            |
| エロス・カペッキ           | イタリア       | 1986年6月13日（38歳）  |                |            |
| レミ・カヴァニャ           | フランス       | 1995年8月10日（29歳）  |                |            |
| ティム・デクレルク         | ベルギー       | 1989年3月21日（35歳）  |                |            |
| ドリス・デヴェナインス     | ベルギー       | 1983年7月22日（41歳）  |                |            |
| レムコ・イヴェネプール     | ベルギー       | 2000年1月25日（25歳）  | ジュニア       |            |
| フィリップ・ジルベール     | ベルギー       | 1982年7月5日（42歳）   |                |            |
| アルバロ・ホッジ           | コロンビア     | 1996年9月16日（28歳）  |                |            |
| ミケルフレーリク・ホノレ   | デンマーク     | 1997年1月21日（28歳）  | チーム・ワオー |            |
| ファビオ・ヤコブセン       | オランダ       | 1996年8月31日（28歳）  |                |            |
| ボブ・ユンゲルス           | ルクセンブルク | 1992年9月22日（32歳）  |                |            |
| イイヨ・ケイセ             | ベルギー       | 1982年12月10日（42歳） |                |            |
| ジェームス・ノックス       | イギリス       | 1995年11月4日（29歳）  |                |            |
| イヴ・ランパールト         | ベルギー       | 1991年4月10日（33歳）  |                |            |
| ダヴィデ・マルティネッリ   | イタリア       | 1993年5月31日（31歳）  |                |            |
| エンリク・マス             | スペイン       | 1995年1月7日（30歳）   |                |            |
| ミケル・モルコフ           | デンマーク     | 1985年4月30日（39歳）  |                |            |
| マキシミリアーノ・リケーゼ | アルゼンチン   | 1983年3月7日（42歳）   |                |            |
| ファビオ・サバティーニ     | イタリア       | 1985年2月18日（40歳）  |                |            |
| フロリアン・セネシャル     | フランス       | 1993年7月10日（31歳）  |                |            |
| ピーテル・スライ           | ベルギー       | 1988年11月21日（36歳） |                |            |
| ズデネク・シュティバル     | チェコ         | 1985年12月11日（39歳） |                |            |
| ペトル・ヴァコッチ         | チェコ         | 1992年7月11日（32歳）  |                |            |
| エリア・ヴィヴィアーニ     | イタリア       | 1989年2月7日（36歳）   |                |            |

| 2018年陣容                   | 2018年陣容     | 2018年陣容             | 2018年陣容                   | 2018年陣容 |
| 選手名                       | 国籍           | 生年月日               | 前年所属チーム               |            |
| ---------------------------- | -------------- | ---------------------- | ---------------------------- | ---------- |
| ジュリアン・アラフィリップ   | フランス       | 1992年6月11日（32歳）  |                              |            |
| エロス・カペッキ             | イタリア       | 1986年6月13日（38歳）  |                              |            |
| レミ・カヴァニャ             | フランス       | 1995年8月10日（29歳）  |                              |            |
| ローランス・ド・プリュ       | ベルギー       | 1995年9月4日（29歳）   |                              |            |
| ティム・デクレルク           | ベルギー       | 1989年3月21日（35歳）  |                              |            |
| ドリス・デヴェナインス       | ベルギー       | 1983年7月22日（41歳）  |                              |            |
| フェルナンド・ガビリア       | コロンビア     | 1994年8月19日（30歳）  |                              |            |
| フィリップ・ジルベール       | ベルギー       | 1982年7月5日（42歳）   |                              |            |
| アルバロ・ホッジ             | コロンビア     | 1996年9月16日（28歳）  | コルデポルテス・クラロ       |            |
| ファビオ・ヤコブセン         | オランダ       | 1996年8月31日（28歳）  | SEGレーシングアカデミー      |            |
| ボブ・ユンゲルス             | ルクセンブルク | 1992年9月22日（32歳）  |                              |            |
| イイヨ・ケイセ               | ベルギー       | 1982年12月10日（42歳） |                              |            |
| ジェームス・ノックス         | イギリス       | 1995年11月4日（29歳）  | チーム ウィギンス            |            |
| イヴ・ランパールト           | ベルギー       | 1991年4月10日（33歳）  |                              |            |
| ダヴィデ・マルティネッリ     | イタリア       | 1993年5月31日（31歳）  |                              |            |
| エンリク・マス               | スペイン       | 1995年1月7日（30歳）   |                              |            |
| ミケル・モルコフ             | デンマーク     | 1985年4月30日（39歳）  | カチューシャ・アルペシン     |            |
| ホナタン・ナルバエス         | エクアドル     | 1997年3月4日（28歳）   | アクセオンヘーゲンズバーマン |            |
| マキシミリアーノ・リケーゼ   | アルゼンチン   | 1983年3月7日（42歳）   |                              |            |
| ファビオ・サバティーニ       | イタリア       | 1985年2月18日（40歳）  |                              |            |
| マキシミリアン・シャッハマン | ドイツ         | 1994年1月9日（31歳）   |                              |            |
| フロリアン・セネシャル       | フランス       | 1993年7月10日（31歳）  | コフィディス                 |            |
| ピーテル・スライ             | ベルギー       | 1988年11月21日（36歳） |                              |            |
| ズデネク・シュティバル       | チェコ         | 1985年12月11日（39歳） |                              |            |
| ニキ・テルプストラ           | オランダ       | 1984年5月18日（40歳）  |                              |            |
| ペトル・ヴァコッチ           | チェコ         | 1992年7月11日（32歳）  |                              |            |
| エリア・ヴィヴィアーニ       | イタリア       | 1989年2月7日（36歳）   | チーム・スカイ               |            |

| 2017年陣容                   | 2017年陣容       | 2017年陣容             | 2017年陣容                               | 2017年陣容                  |
| 選手名                       | 国籍             | 生年月日               | 前年所属チーム                           | 翌年所属チーム              |
| ---------------------------- | ---------------- | ---------------------- | ---------------------------------------- | --------------------------- |
| ジュリアン・アラフィリップ   | フランス         | 1992年6月11日（32歳）  |                                          |                             |
| ジャック・バウアー           | ニュージーランド | 1985年4月7日（39歳）   | キャノンデール・ドラパック               | オリカ・スコット            |
| トム・ボーネン               | ベルギー         | 1980年10月15日（44歳） |                                          | 引退                        |
| ジャンルーカ・ブランビッラ   | イタリア         | 1987年8月22日（37歳）  |                                          | トレック・セガフレード      |
| エロス・カペッキ             | イタリア         | 1986年6月13日（38歳）  | アスタナ                                 |                             |
| レミ・カヴァニャ             | フランス         | 1995年8月10日（29歳）  | クレインコンスタンティア                 |                             |
| ローランス・ド・プリュ       | ベルギー         | 1995年9月4日（29歳）   |                                          |                             |
| ダビド・デラクルス           | スペイン         | 1989年5月6日（35歳）   |                                          | チーム スカイ               |
| ティム・デクレルク           | ベルギー         | 1989年3月21日（35歳）  | トップスポルトヴラーンデレン・バロワーズ |                             |
| ドリス・デヴェナインス       | ベルギー         | 1983年7月22日（41歳）  | IAMサイクリング                          |                             |
| フェルナンド・ガビリア       | コロンビア       | 1994年8月19日（30歳）  |                                          |                             |
| フィリップ・ジルベール       | ベルギー         | 1982年7月5日（42歳）   | BMC・レーシングチーム                    |                             |
| ボブ・ユンゲルス             | ルクセンブルク   | 1992年9月22日（32歳）  |                                          |                             |
| イイヨ・ケイセ               | ベルギー         | 1982年12月10日（42歳） |                                          |                             |
| マルセル・キッテル           | ドイツ           | 1988年5月11日（36歳）  |                                          | カチューシャ・アルペシン    |
| イヴ・ランパールト           | ベルギー         | 1991年4月10日（33歳）  |                                          |                             |
| ダニエル・マーティン         | アイルランド     | 1986年8月20日（38歳）  |                                          | UAE・チーム エミレーツ      |
| ダヴィデ・マルティネッリ     | イタリア         | 1993年5月31日（31歳）  |                                          |                             |
| エンリク・マス               | スペイン         | 1995年1月7日（30歳）   | クレインコンスタンティア                 |                             |
| マキシミリアーノ・リケーゼ   | アルゼンチン     | 1983年3月7日（42歳）   |                                          |                             |
| ファビオ・サバティーニ       | イタリア         | 1985年2月18日（40歳）  |                                          |                             |
| マキシミリアン・シャッハマン | ドイツ           | 1994年1月9日（31歳）   | クレインコンスタンティア                 |                             |
| ピーテル・スライ             | ベルギー         | 1988年11月21日（36歳） |                                          |                             |
| ズデネク・シュティバル       | チェコ           | 1985年12月11日（39歳） |                                          |                             |
| ニキ・テルプストラ           | オランダ         | 1984年5月18日（40歳）  |                                          |                             |
| マッテオ・トレンティン       | イタリア         | 1989年8月2日（35歳）   |                                          | オリカ・スコット            |
| ペトル・ヴァコッチ           | チェコ           | 1992年7月11日（32歳）  |                                          |                             |
| マルティン・ヴェリトス       | スロバキア       | 1985年2月21日（40歳）  |                                          | 引退                        |
| ジュリアン・フェルモット     | ベルギー         | 1989年7月26日（35歳）  |                                          | チーム ディメンションデータ |

| 2016年陣容                         | 2016年陣容     | 2016年陣容             | 2016年陣容                       | 2016年陣容                         |
| 選手名                             | 国籍           | 生年月日               | 前年所属チーム                   | 翌年所属チーム                     |
| ---------------------------------- | -------------- | ---------------------- | -------------------------------- | ---------------------------------- |
| ジュリアン・アラフィリップ         | フランス       | 1992年6月11日（32歳）  |                                  |                                    |
| トム・ボーネン                     | ベルギー       | 1980年10月15日（44歳） |                                  |                                    |
| マキシム・ブエ                     | フランス       | 1986年11月3日（38歳）  |                                  | フォルトゥネオ・ヴィタルコンセプト |
| ジャンルーカ・ブランビッラ         | イタリア       | 1987年8月22日（37歳）  |                                  |                                    |
| ロドリゴ・コントレラス             | コロンビア     | 1994年6月2日（30歳）   | コルデポルテス・クラロ           | コルデポルテス・クラロ             |
| ローランス・ド・プリュ             | ベルギー       | 1995年9月4日（29歳）   | ロット・ベリソルU23              |                                    |
| ダビド・デラクルス                 | スペイン       | 1989年5月6日（35歳）   |                                  |                                    |
| フェルナンド・ガビリア             | コロンビア     | 1994年8月19日（30歳）  | コルデポルテス・クラロ           |                                    |
| ボブ・ユンゲルス                   | ルクセンブルク | 1992年9月22日（32歳）  | トレック・ファクトリーレーシング |                                    |
| イイヨ・ケイセ                     | ベルギー       | 1982年12月10日（42歳） |                                  |                                    |
| マルセル・キッテル                 | ドイツ         | 1988年5月11日（36歳）  | チーム・ジャイアント＝アルペシン |                                    |
| イヴ・ランパールト                 | ベルギー       | 1991年4月10日（33歳）  |                                  |                                    |
| ニコラス・マース                   | ベルギー       | 1986年4月9日（38歳）   |                                  | ロット・ソウダル                   |
| ダニエル・マーティン               | アイルランド   | 1986年8月20日（38歳）  | チーム・キャノンデール・ガーミン |                                    |
| トニー・マルティン                 | ドイツ         | 1985年4月23日（39歳）  |                                  | チーム・カチューシャ               |
| ダヴィデ・マルティネッリ           | イタリア       | 1993年5月31日（31歳）  | チーム コルパック                |                                    |
| ジャンニ・メールスマン             | ベルギー       | 1985年12月5日（39歳）  |                                  | 引退                               |
| マキシミリアーノ・リケーゼ         | アルゼンチン   | 1983年3月7日（42歳）   | ランプレ・メリダ                 |                                    |
| ファビオ・サバティーニ             | イタリア       | 1985年2月18日（40歳）  |                                  |                                    |
| ピーテル・スライ                   | ベルギー       | 1988年11月21日（36歳） |                                  |                                    |
| ズデネク・シュティバル             | チェコ         | 1985年12月11日（39歳） |                                  |                                    |
| ニキ・テルプストラ                 | オランダ       | 1984年5月18日（40歳）  |                                  |                                    |
| マッテオ・トレンティン             | イタリア       | 1989年8月2日（35歳）   |                                  |                                    |
| ペトル・ヴァコッチ                 | チェコ         | 1992年7月11日（32歳）  |                                  |                                    |
| ギョーム・ファン・ケイルスビュルク | ベルギー       | 1991年2月14日（34歳）  |                                  | ワンティ・グループゴーベル         |
| ステイン・ファンデンベルフ         | ベルギー       | 1984年4月25日（40歳）  |                                  | AG2R・ラ・モンディアル             |
| マルティン・ヴェリトス             | スロバキア     | 1985年2月21日（40歳）  |                                  |                                    |
| ジュリアン・フェルモット           | ベルギー       | 1989年7月26日（35歳）  |                                  |                                    |
| ウーカシュ・ヴィシニオウスキ       | ポーランド     | 1991年12月7日（33歳）  |                                  | チームスカイ                       |

| 2012年陣容                         | 2012年陣容     | 2012年陣容     | 2012年陣容                      |
| 選手名                             | 国籍           | 生年月日       | 前年所属チーム                  |
| ---------------------------------- | -------------- | -------------- | ------------------------------- |
| トム・ボーネン                     | ベルギー       | 1980年10月15日 |                                 |
| マット・ブラマイアー               | アイルランド   | 1985年6月7日   | チーム・HTC - ハイロード        |
| ダリオ・カタルド                   | イタリア       | 1985年3月17日  |                                 |
| シルヴァン・シャヴァネル           | フランス       | 1979年6月30日  |                                 |
| フランチェスコ・キッキ             | イタリア       | 1980年11月27日 |                                 |
| ゲラルト・ツィオレック             | ドイツ         | 1986年9月19日  |                                 |
| ケヴィン・デウェールト             | ベルギー       | 1982年5月27日  |                                 |
| ドリス・デヴェナインス             | ベルギー       | 1983年7月22日  |                                 |
| アンドリュー・フェン               | イギリス       | 1990年7月1日   | アン・ポスト - ショーン・ケリー |
| ミハウ・ゴワシュ                   | ポーランド     | 1984年9月29日  |                                 |
| ベルト・グラプシュ                 | ドイツ         | 1975年6月19日  | チーム・HTC - ハイロード        |
| イルヨ・カイセ                     | ベルギー       | 1982年12月21日 |                                 |
| ミハウ・クヴィアトコヴスキ         | ポーランド     | 1990年6月2日   | チーム・レディオシャック        |
| リーヴァイ・ライプハイマー         | アメリカ合衆国 | 1973年10月24日 | チーム・レディオシャック        |
| ニコラス・マース                   | ベルギー       | 1986年4月9日   |                                 |
| トニー・マルティン                 | ドイツ         | 1985年4月23日  | チーム・HTC - ハイロード        |
| セルヘ・パウウェルス               | ベルギー       | 1983年11月21日 | チーム・スカイ                  |
| ジェローム・ピノー                 | フランス       | 1980年1月2日   |                                 |
| フランティシェク・ラボニ           | チェコ         | 1983年9月26日  | チーム・HTC - ハイロード        |
| ヘルト・ステーフマンス             | ベルギー       | 1980年9月30日  |                                 |
| ズデネク・シュティバル             | チェコ         | 1985年12月11日 |                                 |
| ニキ・テルプストラ                 | オランダ       | 1984年5月18日  |                                 |
| マッテオ・トレンティン             | イタリア       | 1989年8月2日   | トレーニーより昇格              |
| ギヨーム・ファン・ケイルスビュルク | ベルギー       | 1991年2月14日  |                                 |
| クリストフ・ファンデワル           | ベルギー       | 1985年4月5日   |                                 |
| マルティン・ヴェリトス             | スロバキア     | 1985年2月21日  | チーム・HTC - ハイロード        |
| ペーター・ヴェリトス               | スロバキア     | 1985年2月21日  | チーム・HTC - ハイロード        |
| ジュリアン・フェルモット           | ベルギー       | 1989年7月26日  |                                 |

| 2011年陣容                         | 2011年陣容 | 2011年陣容     | 2011年陣容                                             |
| 選手名                             | 国籍       | 生年月日       | 前年所属チーム                                         |
| ---------------------------------- | ---------- | -------------- | ------------------------------------------------------ |
| マルコ・バンディエラ               | イタリア   | 1984年6月12日  |                                                        |
| トム・ボーネン                     | ベルギー   | 1980年10月15日 |                                                        |
| アンディ・カペル                   | ベルギー   | 1979年4月30日  | ウィレムス・フェランダル                               |
| ダリオ・カタルド                   | イタリア   | 1985年3月17日  |                                                        |
| シルヴァン・シャヴァネル           | フランス   | 1979年6月30日  |                                                        |
| フランチェスコ・キッキ             | イタリア   | 1980年11月27日 | リクイガス - ドイモ                                    |
| ゲラルト・ツィオレック             | ドイツ     | 1986年9月19日  | チーム・ミルラム                                       |
| マルク・デ・マール                 | オランダ   | 1984年2月15日  | ユナイテッドヘルスケア・プレゼンティド・バイ・マキシス |
| ケヴィン・デウェールト             | ベルギー   | 1982年5月27日  |                                                        |
| ドリス・デヴェナインス             | ベルギー   | 1983年7月22日  |                                                        |
| アディ・エンヘルス                 | ベルギー   | 1977年6月16日  |                                                        |
| イルヨ・カイセ                     | ベルギー   | 1982年12月11日 |                                                        |
| ニコラス・マース                   | ベルギー   | 1986年4月9日   |                                                        |
| ダヴィデ・マラカルネ               | イタリア   | 1987年7月11日  |                                                        |
| ジェローム・ピノー                 | フランス   | 1980年1月2日   |                                                        |
| フランチェスコ・レダ               | イタリア   | 1982年11月19日 |                                                        |
| フレデリック・ロベール             | ベルギー   | 1989年1月25日  | トレーニーより昇格                                     |
| ケビン・セールトラーイェルス       | ベルギー   | 1986年9月12日  |                                                        |
| アンドレアス・スタウス             | ドイツ     | 1987年1月22日  |                                                        |
| ニキ・テルプストラ                 | オランダ   | 1984年5月18日  | チーム・ミルラム                                       |
| ヤン・トラトニック                 | スロベニア | 1990年2月23日  | ゼロカドロ・レデンスカ                                 |
| ケヴィン・ファン・インプ           | ベルギー   | 1981年4月19日  |                                                        |
| ギヨーム・ファン・ケイルスビュルク | ベルギー   | 1991年2月14日  | トレーニーより昇格                                     |
| クリストフ・ファンデワル           | ベルギー   | 1985年4月5日   | トップスポート・フラーンデレン - メルカトル            |
| ジュリアン・フェルモット           | ベルギー   | 1989年7月26日  | 新人                                                   |